# Lost and found (episodio)
Lost and found es el 36to episodio de la serie de televisión norteamericana Gilmore Girls.

## Resumen del episodio
La casa de Lorelai tiene un problema en el techo y llama a Luke para que lo repare, pero como Rory quiere que su madre y Jess mejoren su relación, ella le dice a Lorelai que mejor Jess lo haga. Así, Lorelai intenta acercarse más al sobrino de Luke, aunque le cuesta un poco al principio. Mientras están viendo algunos libros en la feria pública, Dean nota que Rory no tiene puesto su brazalete. Rory se preocupa, y con ayuda de su madre se ponen a buscar por toda la casa, y además, Rory busca en casa de Lane y Lorelai en la posada Independence, ambas sin éxito. Por su parte, Luke ve que el lugar donde está viviendo con Jess es muy pequeño, así que busca un departamento y Lorelai lo acompaña. Sin embargo, grande es su sorpresa al descubrir que Taylor es el dueño de varios edificios del pueblo y del edificio que visitó Luke. Así que, este último se retracta de la solicitud que hizo para el nuevo departamento y decide comprar el edificio donde tiene la cafetería. Cuando Jess ve a Rory muy desesperada porque no encuentra la pulsera, él la deja en su habitación (Jess la había recogido cuando a Rory se le cayó, luego del almuerzo en la subasta de canastas) y le dice a Rory que busque una vez más. Rory la encuentra, pero Lorelai sospecha que Jess la tenía y le dice que eso no le hizo daño a Dean, sino a quien él aprecia, a Rory. Jess responde que si le importaba tanto la pulsera, por qué entonces esperó dos semanas para darse cuenta de que no la tenía.
- Datos: Q5981349